# Бутов, Павел Григорьевич
Павел Григорьевич Бутов (1912—1943) — красноармеец Рабоче-крестьянской Красной Армии, участник Великой Отечественной войны, Герой Советского Союза (1943).

## Биография
Павел Бутов родился 27 декабря 1912 года в селе Большие Мочилы в семье крестьянина. В детстве вместе с семьёй переехал в город Царицын (ныне — Волгоград), где окончил неполную среднюю школу. С 1940 года Бутов проживал в посёлке Красная Слобода, где работал на заводе.
В октябре 1941 года был призван на службу в Рабоче-крестьянскую Красную Армию Краснослободским районным военным комиссариатом. С ноября того же года — на фронтах Великой Отечественной войны, был бронебойщиком 1339-го стрелкового полка 318-й стрелковой дивизии 18-й армии Северо-Кавказского фронта. Отличился во время боёв на Керченском полуострове.
В ночь с 31 октября на 1 ноября 1943 года одним из первых в своём подразделении высадился на берег Керченского полуострова к югу от посёлка Эльтиген. Ведя огонь из противотанкового ружья, Находился в боевых порядках и отражал контратаки пехотных и танковых сил противника, подавлял вражеские огневые точки. 3 ноября в ходе отражения очередной контратаки уничтожил немецкий танк, но сам получил тяжёлое ранение осколками снаряда. Через несколько часов скончался от полученных ранений. Похоронен в Эльтигене. По другим данным, Бутов погиб ещё 1 ноября.
Указом Президиума Верховного Совета СССР от 17 ноября 1943 года за «форсирование Керченского пролива, захват плацдарма на Керченском полуострове и проявленные при этом отвагу и геройство» красноармеец Павел Бутов посмертно был удостоен высокого звания Героя Советского Союза. Также был награждён орденом Ленина. В честь Бутова названы улицы в Керчи и Краснослободске. Его имя есть на стеле памятника на аллее Героев в Волгограде.